# Coldrerio
Coldrerio je obec na jihu Švýcarska v kantonu Ticino, blízko hranic s Itálií. Žije zde přibližně 2 900 obyvatel. Nachází se v nejjižnější části Švýcarska, nedaleko italského města Como.

## Geografie
Obec se nachází v okrese Mendrisio, mezi městy Mendrisio a Chiasso, nedaleko švýcarsko-italských hranic. Skládá se z hlavní obce Coldrerio a mnoha malých osad, z nichž nejvýznamnější je Villa.
Coldrerio má rozlohu 2,46 km². Z této plochy je 1,68 km², tj. 68,3 %, využíváno k zemědělským účelům, zatímco 0,37 km², tj. 15,0 %, je zalesněno. Z ostatní půdy je 0,98 km² neboli 39,8 % zastavěno (budovy nebo cesty) a 0,02 km² neboli 0,8 % je neproduktivní půda.
Sousedními obcemi jsou: na severu Mendrisio a Castel San Pietro, na východě Balerna a na jihu Novazzano.

## Historie

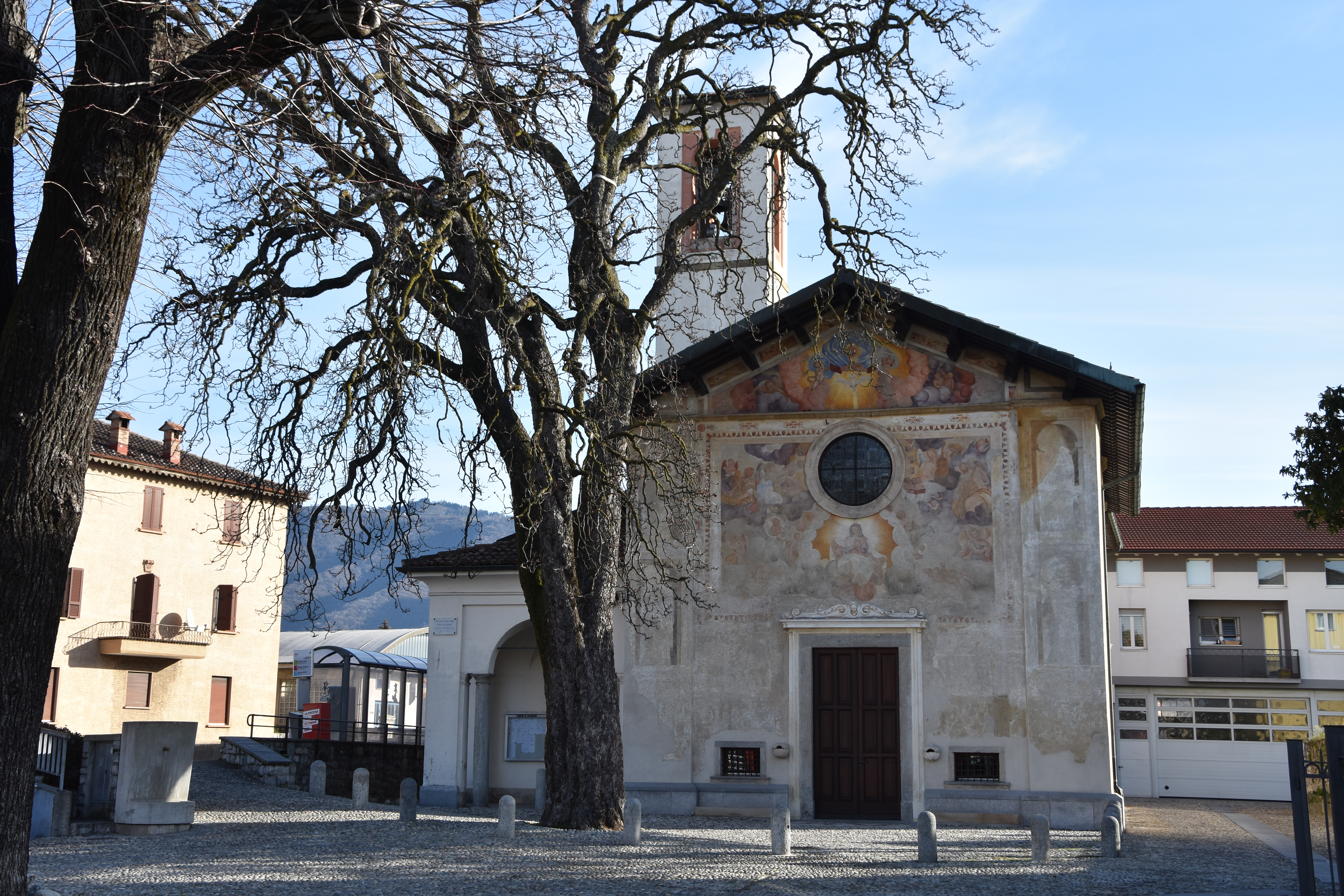
Kostel Madonna del Carmelo

První zmínka o obci pochází z roku 852 a nese název Caledrano. V roce 1170 bylo Coldrerio a okolní vesnice až k řece Tresa přiděleno hrabství Seprio u příležitosti vypořádání hranic mezi městy Como a Milán. V roce 1275 se stalo samostatnou obcí; v témže roce je zmiňován hrad. V roce 1275 je také zmiňována vesnice Villa. Coldrerio, které bylo závislé na hrabství Seprio, získalo církevní nezávislost na Balerně v roce 1593. Farní kostel v centru obce, postavený v 16. století a v průběhu let několikrát rozšířený, je zasvěcen svatému Jiří. Kostel zasvěcený tomuto světci je zmiňován již v roce 1287; stál na kopci, kde v současnosti stojí hřbitovní kostel sv. Řehoře (S. Gregorio), známější pod názvem S. Apollonia. Venkovská obec, osídlená na úrodné půdě, s několika statky a panstvím Mezzana, zaznamenala od druhé poloviny 20. století rychlý nárůst počtu obyvatel, a to především díky hospodářské expanzi města Chiasso.

## Obyvatelstvo
| Rok            | 1599 | 1643 | 1769 | 1801 | 1850 | 1900 | 1950 | 1970 | 1980 | 1990 | 2000 | 2010 | 2020 |
| Počet obyvatel | 350  | 265  | 473  | 535  | 677  | 855  | 1158 | 1882 | 2070 | 2432 | 2538 | 2681 | 2867 |

Obec se nachází v jižní části kantonu Ticino, která je jednou z italsky mluvících oblastí Švýcarska. Převážná většina obyvatel obce tak hovoří italsky.

## Hospodářství a doprava
Coldrerio leží v blízkosti hranic s Itálií, tranzitní a celní doprava má proto velký význam. V obci je také do současnosti činné vinařství a drobné zemědělství.
Obce leží na kantonální hlavní silnici č. 2, původní spojnici Lugana s Itálií. V její blízkosti prochází také švýcarská dálnice A2 (Basilej – Lucern – Gotthard – Lugano – Chiasso).
Nejbližší železniční stanicí je Balerna na Gotthardské dráze.